# Lista dos papas da Igreja Ortodoxa Copta
A Lista dos Papas da Igreja Ortodoxa Copta começa no Concílio de Calcedónia, substituindo os antigos Patriarcas de Alexandria. No entanto, os patriarcas que aceitaram os ditames daquele concílio passaram a chamar-se patriarcas da Igreja Ortodoxa Grega de Alexandria.

## Lista dos papas coptas
| 34 - Teodósio I de Alexandria (535-566) - Gainas de Alexandria (535-535) - Julianista - Elpidio de Alexandria (535-565) - Julianista - Doroteu de Alexandria (565-580) - Julianista 35 - Teodósio I de Alexandria (575-582) - Pedro IV de Alexandria (575-578) 36 - Damião de Alexandria (578-605) 37 - Anastácio de Alexandria (605-619) 38 - Andrônico de Alexandria (619-626) 39 - Benjamim I de Alexandria (626-665) - Menas de Alexandria - (634) - Julianista 40 - Ágato de Alexandria (665-681) 41 - João III de Alexandria (681-689) 42 - Isaque de Alexandria (689-692) 43 - Simão I de Alexandria (692-700) - Teodoro de Alexandria (695) - Julianista 44 - Alexandre II de Alexandria (704-729) 45 - Cosme I de Alexandria (729-730) 46 - Teodoro I de Alexandria (730-742) 47 - Miguel I de Alexandria (743-767) 48 - Menas I de Alexandria (767-775) 49 - João IV de Alexandria (776-799) 50 - Marcos II de Alexandria (799-819) 51 - Tiago de Alexandria (819-830) 52 - Simão II de Alexandria (830-830) 53 - José I de Alexandria - 831-849) 54 - Miguel II de Alexandria (849-851) 55 - Cosme II de Alexandria (851-858) 56 - Sinúcio I de Alexandria (859-880) 57 - Miguel III de Alexandria (880-907) 58 - Gabriel I de Alexandria (910-921) 59 - Cosme III de Alexandria (921-933) 60 - Macário I de Alexandria (933-953) 61 - Teófano de Alexandria (953-956) 62 - Menas II de Alexandria (956-974) 63 - Abraão de Alexandria (975-978) 64 - Filoteu de Alexandria (979-1003) 65 - Zacarias de Alexandria (1004-1032) 66 - Sinúcio II de Alexandria (1032-1046) 67 - Cristódulo de Alexandria (1047-1077) 68 - Cirilo II de Alexandria (1078-1092) 69 - Miguel IV de Alexandria (1092-1102) 70 - Macário II de Alexandria (1102-1128) 71 - Gabriel II de Alexandria (1131-1145) 72 - Miguel V de Alexandria (1145-1146) 73 - João V de Alexandria (1146-1166) 74 - Marcos III de Alexandria (1166-1189) 75 - João VI de Alexandria (1189-1216) 76 - Cirilo III de Alexandria (1235-1243) 77 - Atanásio III de Alexandria (1250-1261) 78 - João VII de Alexandria (1262-1268 e 1271-1293) 79 - Gabriel III de Alexandria (1268-1271) - Deposto 80 - Teodósio II de Alexandria (1294-1300) 81 - João VIII de Alexandria (1300-1320) 82 - João IX de Alexandria (1320-1327) 83 - Benjamim II de Alexandria (1327-1339) 84 - Pedro V de Alexandria (1340-1348) 85 - Marcos IV de Alexandria (1348-1363) 86 - João X de Alexandria (1363-1369) 87 - Gabriel IV de Alexandria (1370-1378) 88 - Mateus I de Alexandria (1378-1408) 89 - Gabriel V de Alexandria (1409-1428) 90 - João XI de Alexandria (1428-1453) | 91 - Mateus II de Alexandria (1453-1466) 92 - Gabriel VI de Alexandria (1466-1475) 93 - Miguel VI de Alexandria (1475-1477) 94 - João XII de Alexandria (1480-1483) 95 - João XIII de Alexandria (1483-1524) 96 - Gabriel VII de Alexandria (1526-1569) 97 - João XIV de Alexandria (1570-1585) 98 - Gabriel VIII de Alexandria (1585-1602) 99 - Marcos V de Alexandria (1602-1618) 100 - João XV de Alexandria (1621-1631) 101 - Mateus III de Alexandria (1631-1645) 102 - Marcos VI de Alexandria (1645-1660) 103 - Mateus IV de Alexandria (1660-1676) 104 - João XVI de Alexandria (1676-1718) 105 - Pedro VI de Alexandria (1718-1726) 106 - João XVII de Alexandria (1727-1745) 107 - Marcos VII de Alexandria (1745-1770) 108 - João XVIII de Alexandria (1770-1797) | 109 - Marcos VIII de Alexandria (1797-1809) 110 - Pedro VII de Alexandria (1809-1854) 111 - Cirilo IV de Alexandria (1854-1861) 112 - Demétrio II de Alexandria (1861-1875) 113 - Cirilo V de Alexandria (1875-1928) - Cirilo VI (1899-1908) - Abdicou - Copta 114 - João XIX de Alexandria (1929–1942) 115- Macário III de Alexandria (1942–1944) 116- José II de Alexandria (1946–1956) 117- Cirilo VI de Alexandria (1959–1971) 118 - Sinúcio III ou Shenouda III de Alexandria (1971-2012) 119 - Teodoro II de Alexandria (2012-presente) |